# André Dubois (politicus)
André Dubois (Zinnik, 25 januari 1928 – aldaar, 14 april 1999) was een Belgisch volksvertegenwoordiger en burgemeester.

## Levensloop
André Dubois werd beroepshalve handelsagent.
Hij was actief in verschillende liberale verenigingen en werd in oktober 1964 voor de toenmalige PLP verkozen tot gemeenteraadslid van Zinnik. Hij werd er begin 1965 onmiddellijk eerste schepen en schepen van openbare werken in een coalitie met de PSC-burgemeester Émile Roland, later opgevolgd door René Jérôme. Na de gemeenteraadsverkiezingen van 1988 kwam het tot een breuk tussen beide partijen en Dubois sloot een coalitie met de PS, waarna hij zelf burgemeester van Zinnik werd. Hij bleef dit mandaat uitoefenen tot in 1992 en nam toen om gezondheidsredenen ontslag, waarna Dubois nog tot in 1994 in de gemeenteraad bleef zetelen. 
Hij was eveneens voorzitter van de PRL-afdeling van het arrondissement Zinnik en van 1977 tot 1993 voorzitter van de PRL-federatie van de provincie Henegouwen. Van 1985 tot 1987 was Dubois voor de partij provincieraadslid van Henegouwen, waarna hij in december 1987 voor het arrondissement Zinnik verkozen werd in de Kamer van volksvertegenwoordigers. Door de toen bestaande dubbelmandaten was hij ook lid van de Waalse Gewestraad en de Franse Gemeenschapsraad. Bij de verkiezingen van 1991 was hij om gezondheidsredenen geen kandidaat meer.
Een Rue André Dubois in Zinnik herinnert aan hem.